# Järnvägshistoria
Järnvägshistoria avser främst tiden efter att ånglok på allvar började användas i mitten av 1800-talet, men även före dess fanns det spårbanor för att underlätta transport.

## Spårbanor för transport med vagnar
Spårbanor förekom redan i det forna Egypten där stenblock forslades från stenbrotten till den tidens monumentala byggen. En typ av spårbanor fanns likaså i antikens Grekland, där heliga offervagnar flyttades längs tempelgatorna i spår uthuggna i stenläggningen. Över sundet vid Korinth byggdes en bro med spår för transport av skepp.
Våra järnvägars ursprung är de gruvbanor, på vilka trälådor med flänsförsedda hjul forslade stenkol och malm i gruvor. Den tyske mineralogen Georgius Agricola beskriver 1556 i sitt verk De Re Metallica hur hundar drar vagnar i gruvor. Sådana vagnar kunde även dras respektive knuffas fram på långa syllar av trä med hjälp av mänsklig muskelkraft eller dras av hästar. Early Wooden Railways av M J T Lewis (1970) nämner en uppfordringsbana på räls vid Smedjebacken i Dalarna 1698. Denna hade ett vattenhjul som drivkälla. I övrigt nämns för första gången i Sverige en spårbana med vagnar vid Falu koppargruva 1711.
Vid ett prisfall på tackjärn i England under slutet av 1700-talet började gjutjärnsplattor användas i stället för träsyllar, och då fördelen ur förslitningssynpunkt var uppenbar började gjutjärnsplattor användas mer allmänt. Inom kort visade det sig dock att sprödheten hos gjutjärn inte gjorde materialet till det ideala för järnvägsspår. Tanken uppstod då att istället använda smidesjärn, och sedan de första riktiga skenorna blivit utvalsade i England år 1808, kan den moderna järnvägen möjligen sägas ha tagit sin början. Året innan togs en hästdriven järnväg i Wales i bruk för persontrafik.
- 1550 - (omkring), Tyska gruvor börjar använda sig av hästdragna vagnar på träräls.
- 1758 - Den första kommersiella järnvägen - Middleton Collivery Railway öppnas (dock fortfarande med träräls och dragen av häst).
- 1789 - Järnräls börjar användas (Loughborough, Storbritannien).

## Ångans tid
Den sannolikt första gången man anbringade en ångmaskin på ett rörligt fordon avsett för spårtrafik var 1804 vid Merthyr-Tydfil-banan i Syd-Wales för framförandet av kolvagnar. Ångloket hade konstruerats av Richard Trevithick. Lokomotivet slukade dock mycket kol och var för tungt för den svaga banan och orsakade upprepade skenbrott, varför driften snart lades ned. Trevithick hade använt glatta järnhjul på sitt lok, men troligen haft för tungt lastade vagnar och därför slirat på rälsen. Det gjorde att man i de konstruktioner som följde fick uppfattningen att man måste tillgripa olika konstruktioner för att förbättra friktionen. John Blenkinsop lät 1811 bygga ett lokomotiv som framdrevs genom ett kugghjul som grep in i en bredvid ena skenan utlagd kuggstång. William Brunton konstruerade 1813 ett lokomotiv med 5 hästkrafter som genom att "sparka" sig fram med långa stöttor kunde färdas i en hastighet av omkring fyra kilometer i timmen. William Hedley lät i samarbete med Christopher Blackett 1813 konstruera loket Puffing Billy och kunde med detta visa att glatta järnhjul på skenor kunde ge tillräckligt med dragkraft för att framdriva ett lokomotiv. Puffing Billy var även det första loket med en ångpanna i smidesjärn.
George Stephenson ritade och lät bygga sitt första ångdrivna lok som 25 juli 1814 sattes i trafik vid Killingwortgruvans järnväg utanför Newcastle. Stephensons lok utvecklade 6 á 7 hästkrafter och kunde dra en vagnslast om 30,5 ton i en stigning på 1:450 i en hastighet av som högst 6 kilometer i timmen. Detta och de följande sexton loken han lät bygga för samma gruva gick på gjutjärnsräls. Han lät i sina fortsatta konstruktioner fortsätta att förbättra lokomotiven. De första saknade helt fjädring. Stephenson försökte sig först på något han kallade ångfjädrar. På lagerboxarna placerades kolvstänger, vilkens kolvar stod i förening med pannans vattentryck. Ångtrycket fungerade alltså som fjädring. Konstruktionen blev dock misslyckad och kort därefter började bärfjädrar av stål att användas.
Benämningen järnhäst på lokomotiv finns dokumenterad sedan 1853. Järnhäst användes dessförinnan som benämning på ett slags tortyrredskap. Vid järnhästens genombrott inbillade sig många att både djur och människor skulle bli dödligt förskrämda av de ohyggliga tågvidundren, som med sina 30 - 40 km/tim hotade att spränga alla kända fartgränser. Hönsen skulle bli oförmögna att värpa, fåren tappa sin ull, korna gå i sin och även de trägnaste arbetshästarna skulle – liksom järnhästarna – börja skena. I några år var den kniviga frågan om spårvidden på mångas läppar, och en kyrkoherde Wennerström gav klart besked om sitt hjärtas mening från riksdagens talarstol: ”Här såsom annars leder den breda /spår/vägen till fördärvet och ytterst till helvetet”.

### Stockton‑Darlington
Ett engelskt regeringsbeslut 1821 tillät byggandet av en järnväg mellan Stockton och Darlington som transportlänk för områdets alla kolgruvor. Det var tänkt att hästdragna vagnar skulle framföras på räls av metall. Stephenson blev kontaktad, och han påbörjade utstakandet av banan redan samma år, men han hade inga tankar på att göra bruk av hästar. Samtidigt kontrakterade han nämligen en mekanisk verkstad som skulle bygga det lok han ämnade använda. Fyra år senare var järnvägen och loket klara. Loket kallades till en början Active men namnet ändrades inom kort till Locomotion. Järnvägen invigdes den 27 september 1825; Stephenson själv körde loket. Detta drog vagnar med kol och mjöl med en sammanlagd vikt av 80 ton och höll en snitthastighet av 7 km/tim. Topphastigheten på en kort sträcka var dock 39 km/tim. Kort efteråt byggdes en passagerarvagn som kopplades till tågsettet. En grupp höga dignitärer blev de första människor i världen att agera passagerare på en ångloksdrivet tåg.
Ytterligare en linje byggdes, denna gång med räls av smidesjärn. Stephenson valde spårvidden till 4 fot 8½ tum, det vill säga 1435 millimeter, och detta blev inte bara standardspårvidden i England utan i hela världen.

### Liverpool‑Manchester
Redan vid byggandet av Stockton‑Darlington‑linjen upptäckte Stephenson att minsta stigning försinkade tåget avsevärt. Dessutom innebar varje nedförslut att lokets mycket enkla bromsar i princip blev värdelösa. Han insåg att varje tåglinje måste byggas så flack det bara var möjligt. Detta tankesätt överförde han i så stor utsträckning som det lät sig göra vid varje ny tåglinje.
Vid byggandet av Liverpool‑Manchester‑banan utlystes en pristävling om vem som kunde bygga det bästa och mest allsidiga loket. Alla deltagande lok skulle köras under olika förutsättningar under en hel vecka. Först därefter skulle en vinnare koras. Stephensons "Rocket" vann, men till stor del av ren tur. Hans allvarligaste konkurrent, den svenske ingenjören John Ericssons lok "Novelty" ledde stort, men stannade plötsligt på grund av ett maskinhaveri.
Stephensons lok överträffade klart de uppställda tävlingsvillkoren. Därmed kunde problemet med dragkraften anses vara löst. Liverpool-Manchester-banan, som blev den första europeiska järnvägen för persontrafik, öppnades för allmänheten 15 september 1830.
De tidiga lokomotiven hade huvudsakligen sina cylindrar i lodrätt läge. Stephenson hade dock i sina senare lokomotiv låtit cylindrarnas läge ändras till ett alltmer nära lodrätt läge. Timothy Hackworth, som 1829 deltagit i pristävlingen för Liverpool‑Manchester‑banan med loket Sanspareil lät 1830 konstruera ett lok med cylindrarna i fullt vågrätt läge under pannan mellan hjulen, något som sedan kom att bli standard för alla framtida ånglok.
Efter invigningen av banan Stockton-Darlington tillkom snabbt nya järnvägar. 1833 beslutades om bygget av Grand Junction Railway som sammanband Liverpool & Manchester med Birmingham, samma år även banan mellan Birmingham och London. 1834 beslutades om ett järnvägsbygge mellan London och Southamton. 1835 påbörjades bygget av Great Western Railway.

### Europeiska kontinenten och USA
I USA öppnades 7 oktober 1827 en hästdragen järnväg för transport av granitblock från Wuincy till Milton, en allmän godstransporterande hästdragen järnväg öppnades 24 maj 1830 mellan Baltimore och Ellicott's Mill. 1825 hade en liten ångjärnväg anlagts på ett cirkelrunt spår vid överste John Stevens hus i Hoboken, New Jersey. 1829 importerades ett engelskt lok, Stourbridge Lion. 1830 bygges loket Tom Thumb av Peter Cooper i New York. 25 december 1830 öppnade South Carolina Railroad den första linjen med reguljär trafik med ångloket Best Friend of Charleston. 1836 invigdes en järnväg i Kanada mellan Lapraire och Saint John. 
Marc Seguin byggde det första franska ånglokomotivet 1829. En hästdragen järnväg hade öppnats redan 1827 mellan Saint-Étienne och Andrézieux, men började inte med passagerartrafik förrän 1832. Den första passagerarlinjen i Europa var troligen den 13 kilometer långa sträckningen Dudweis-Trojanov i Österrike, öppnad 7 september 1827. De första järnvägarna med ångdrift på kontinenten blev dels den mellan Bryssel och Malines, öppnad i maj 1835, dels den mellan Nürnberg och Fürth, öppnad i december 1835. Efter dessa började järnvägar byggas snart sagt överallt i Europa. 1839 öppnades en linje mellan Amsterdam och Haarlem i Nederländerna. 1839 öppnas en linje mellan Neapel och Portici i Italien. I Spanien beslutades 1844 om anläggandet av en järnvägslinje och 1848 öppnades sträckan Barcelona-Mataró. I Ryssland öppnades 1836 en linje mellan Pavlovsk och Tsarskoye Selo, 1843 påbörjades linjen mellan Sankt Petersburg och Moskva som öppnades i sin helhet 1851. 1847 öppnade Schweiz och Danmark sina första järnvägslinjer, 1854 tillkom den första i Norge.

### Sverige

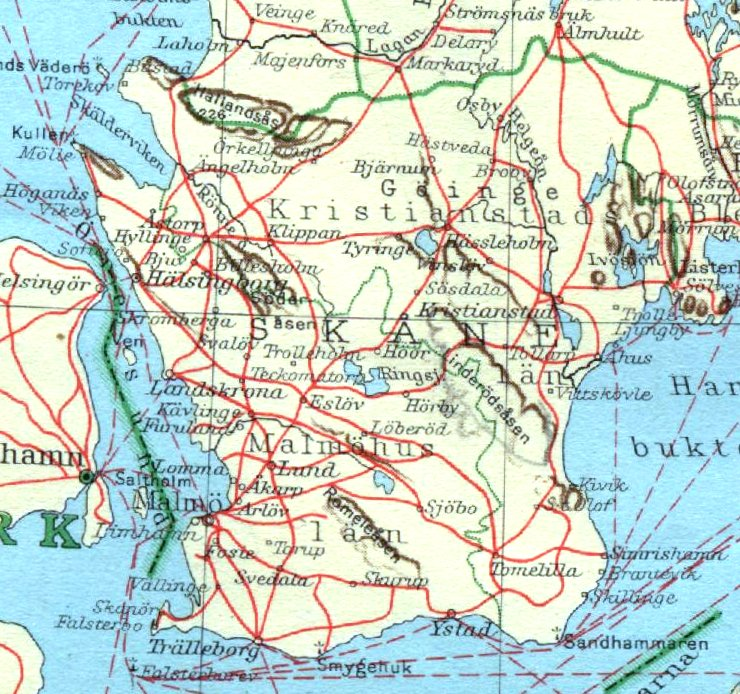
Järnvägsnätet (röda linjer) i Skåne omkring 1930.

I Sverige var man först avvaktande. I det glest befolkade Sverige skulle byggandet av ett någorlunda vältäckande järnvägsnät bli mycket kostsamt. Dessutom fanns ångbåtslinjer som redan ansågs som snabba. Efter några års diskussioner beslutade man på 1850-talet att bygga två statliga stambanor: Göteborg-Stockholm och Falköping-Malmö (Västra och Södra stambanan). Samtidigt beslutades att privata och kommunala bolag skulle få bygga anknytande sidobanor till stambanorna. Sveriges första lokdrivna järnbana var emellertid privat och öppnades 5 mars 1856 mellan Örebro och Nora (Nora-Ervalla Järnväg och Köping-Hults Järnväg). Västra Stambanan började byggas 1855 och var klar 1862. Både Norge och Danmark förekom Sverige med att hinna inviga sina första järnvägar. Staten valde att undvika att bygga stambanorna nära kusten, utan istället i inlandet där inte ångbåtar fanns, där de var skyddade från militära angrepp.
- 1849 - Frykstabanan - Den första järnvägen i Sverige öppnades mellan Fryken och Klarälven, dock hästdragen till 1856.
- 1853 - Förstlingen, det första svensktillverkade ångloket, byggdes av Munktells mekaniska verkstad i Eskilstuna.
- 1856 - Den första ångdrivna svenska järnvägen, Nora-Ervalla Järnväg invigdes, och svensk järnvägshistoria tog sin början.

## El och diesel
Ångloken har mött konkurrens från ellok och diesellok. Elloken kräver att järnvägen elektrifieras, genom att man bygger en kontaktledning längs spåret. Elektrifieringen krävde ytterligare investeringar. Elloken var mycket billigare i drift än ånglok, vilket i en del länder (i första hand de med billig el såsom Sverige) skapade en storskalig elektrifiering under cirka 1920–1950. Cirka 1950 tog dieseldriften över från ångdriften och det fick elektrifieringen att avstanna.
- 1881 - Den första allmänna elektrifierade järnvägen öppnades (Tyskland).
- 1910 - Den första dieseldrivna motorvagnen med elektrisk drift tillverkades av ASEA och Atlas Diesel och provades av SJ.

## Höghastighetståg
- 1938 - Gällande hastighetsrekord för ånglok 202,7 km/h sattes av det brittiska loket Mallard
- 1964 - Shinkansen, världens första höghastighetsjärnväg, togs i drift i Japan lagom till de Olympiska spelen i Tokyo.
- 1979 - Höghastighetståg TGV började införas i Frankrike.
- 2007 - Höghastighetståg började införas i Kina.

## Maglevtåg
- 1989 - Testkörning av maglevtåg för passagerartrafik började i Berlin och allmän drift startade 1991, men avslutades senare samma år på grund av ändrade trafikmönster efter Berlinmurens fall, se M-Bahn.
- 2002 - Maglevtrafik öppnades i Shanghai mellan Longyang Road och Shanghais flygplats.
- 2015 - Hastighetsrekord 603 km/h uppnåddes i Japan av JR-Maglev